# Sasheer Zamata
Sasheer Zamata Moore (Indianápolis, 6 de maio de 1986), conhecida profissionalmente como Sasheer Zamata, é uma atriz norte-americana, mais conhecida por fazer parte do elenco do Saturday Night Live.